# 斯泰特森特 (艾奥瓦州)
斯泰特森特（英語：State Center）是一個位於美國愛荷華州馬歇爾縣的城市。

## 地理
斯泰特森特的座標為41°00′57″N 91°09′51″W / 41.01583°N 91.16417°W，而該地的平均海拔高度為326米（即1070英尺）。

## 人口
根據2010年美國人口普查的數據，斯泰特森特的面積為2.54平方千米，當中陸地面積為2.54平方千米，而水域面積為0.00平方千米。當地共有人口1468人，而人口密度為每平方千米577人。